# IBM (шахматен турнир)
Ай Би Ем (на англ. IBM) е шахматен турнир, провеждан в Амстердам, Нидерландия в периода 1961 – 1981 г. Основен спонсор на турнира е компанията „Ай Би Ем“.
През първите 2 години участниците са 12 на брой. През 1963 г. в турнира участие взима Лайош Портиш, което веднага оказва положителна светлина на съревнованието. Шахматното събитие се превръща в известен международен турнир, с голям брой участници. Следват най-успешните години на холандския турнир, чийто апогей са 70-те. Тогава участие взимат световни величия като Спаски, Полугаевски, Смислов, Петросян и др. През 1981 г. се състои последното състезание от веригата, което е спечелено от холандския шахматист Ян Тиман. След това турнира преустановява съществуването си, поради прекратено финансиране от световния концерн Ай Би Ем.

## Шампиони
| Номер | Година | Шахматист                                         |
| 1     | 1961   | Кристиан Лангевег                                 |
| 2     | 1962   | Моше Черняк, Хионг Лионг Тан                      |
| 3     | 1963   | Лайош Портиш                                      |
| 4     | 1964   | Бент Ларсен                                       |
| 5     | 1965   | Хайн Донер                                        |
| 6     | 1966   | Михаил Ботвиник                                   |
| 7     | 1967   | Лайош Портиш                                      |
| 8     | 1968   | Любомир Кавалек                                   |
| 9     | 1969   | Лайош Портиш                                      |
| 10    | 1970   | Борис Спаски, Лев Полугаевски                     |
| 11    | 1971   | Василий Смислов                                   |
| 12    | 1972   | Лев Полугаевски                                   |
| 13    | 1973   | Тигран Петросян, Албин Планинц                    |
| 14    | 1974   | Борислав Ивков, Владимир Тукмаков, Властимил Янса |
| 15    | 1975   | Любомир Любоевич                                  |
| 16    | 1976   | Антъни Майлс, Виктор Корчной                      |
| 17    | 1977   | Антъни Майлс                                      |
| 18    | 1978   | Ян Тиман                                          |
| 19    | 1979   | Властимил Хорт, Гюла Сакс                         |
| 20    | 1980   | Анатолий Карпов                                   |
| 21    | 1981   | Ян Тиман                                          |